# Goodenia varia
Goodenia varia är en tvåhjärtbladig växtart som beskrevs av Robert Brown. Goodenia varia ingår i släktet Goodenia och familjen Goodeniaceae. Inga underarter finns listade i Catalogue of Life.

## Bildgalleri

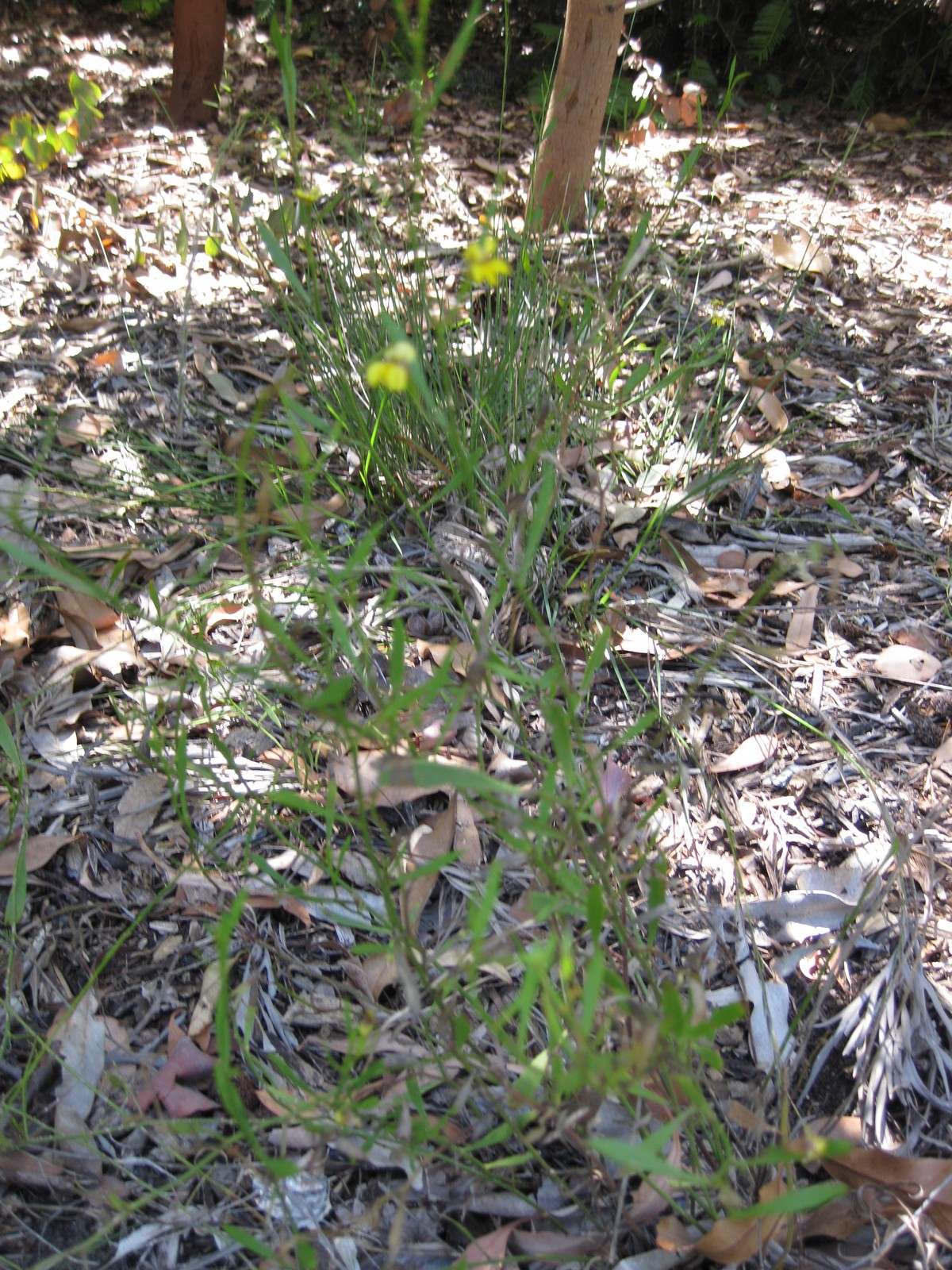
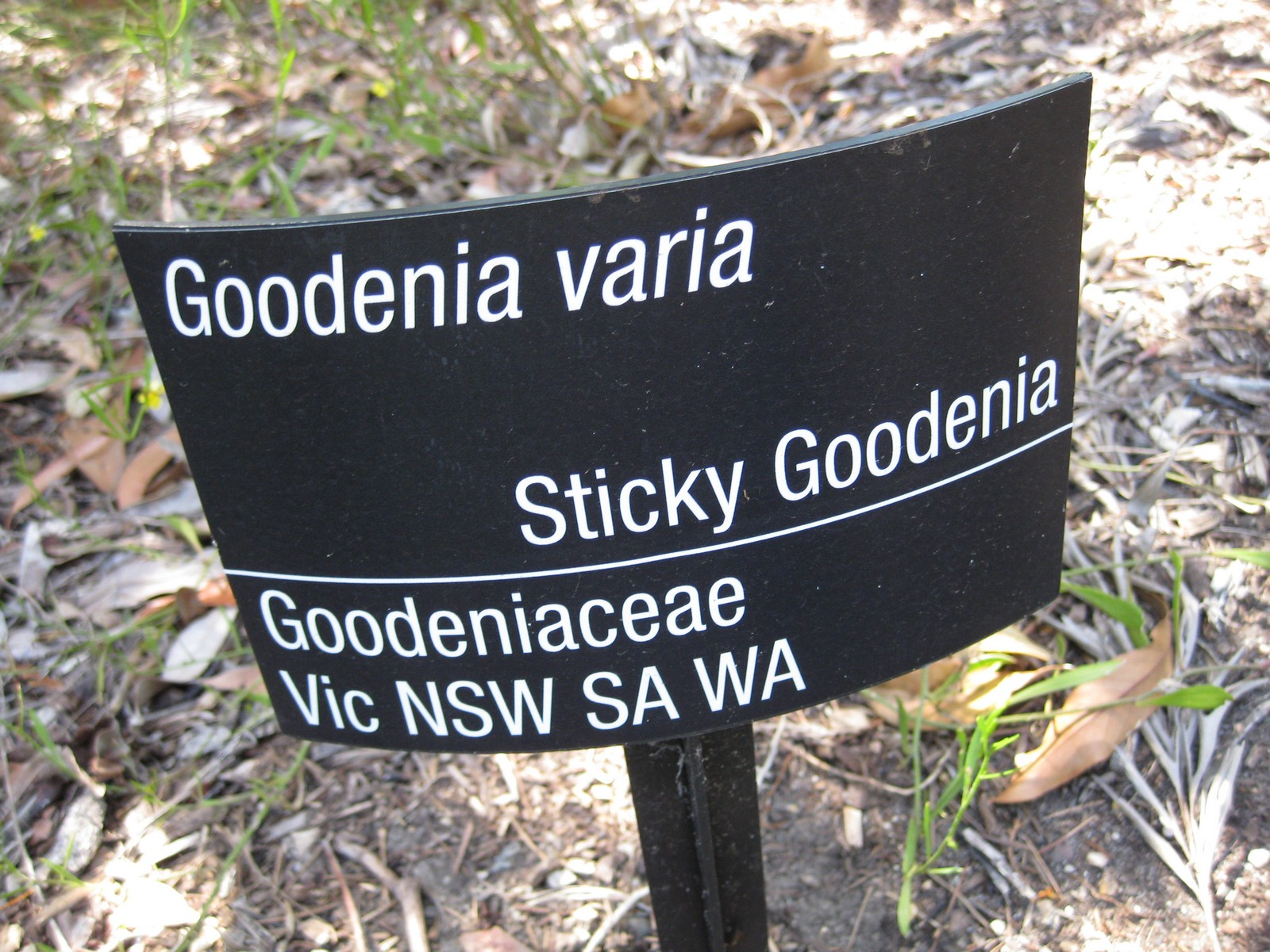